# گوین گوردن (هنرپیشه)
گوین گوردن (انگلیسی: Gavin Gordon (actor)؛ ۷ آوریل ۱۹۰۱ – ۷ آوریل ۱۹۸۳) هنرپیشه اهل ایالات متحده آمریکا بود.
از فیلم‌هایی که وی در آن نقش داشته است، می‌توان به بدنام، ده فرمان، عروس فرانکنشتاین، یه عالمه معجزه، سوءظن، عشق، پادشاه خانه‌به‌دوش، پروفسور دیوانه، یاران، شاه کروئل و فریب‌خورده اشاره کرد.